# 43M Zrínyi
De 43M Zrínyi II was een gemechaniseerd geschut ingezet door het Koninklijk Hongaars Leger tijdens de Tweede Wereldoorlog. Het voertuig is vernoemd naar 17e-eeuwse de Hongaars-Kroatische edelman Nikola Šubić Zrinski.

## Ontwikkeling
Na zich in 1940 bij de asmogendheden te hebben aangesloten namen de Hongaren (hoewel niet gelijk) deel aan de invasie van de Sovjetunie in 1941. De Toldi en Turan I tanks waarmee Hongarije ten strijde trok waren niet opgewassen tegen middelzware- en zware tanks van de Sovjet-Unie, zoals de T-34 en de KV serie. Er was daarom vraag naar meer vuurkracht om deze tanks uit te kunnen schakelen.
Na de succesvolle inzet van de StuG III (gebaseerd op het verouderde tankchassis van de Panzer III) te hebben waargenomen aan het Oostfront raakte de Hongaarse legerleiding geïnteresseerd in het idee van gemechaniseerd geschut. Het was namelijk een economische gunstige oplossing om gepantserde voertuigen van zwaarder geschut te voorzien met bestaande middelen. Daarnaast versimpelde het ontbreken van een geschutskoepel het productieproces. Het reeds door de Hongaren geproduceerde chassis van de Turan tanks werd gekozen als basis voor dit gemechaniseerde geschut.
Oorspronkelijk stonden er twee types gepland: De Zrínyi I met een 75mm antitankgeschut, vergelijkbaar met de Duitse Panzer IV Ausf.G and StuG III Ausf.G., met als doel het uitschakelen van vijandelijk tanks. Het tweede type, de Zrínyi II, zou worden uitgerust met een 105mm houwitser om de infanterie van directe vuurkracht te voorzien.
De geplande ontwikkeling van de Zrínyi I verliep echter niet volgens plan en het prototype werd pas getest rond het einde van 1943 met een geplande start van productie rond het midden van 1944. Door het oprukken van het Sovjetleger in Hongarije kwamen deze plannen nooit tot uitwerking.
De ontwikkeling van de Zrínyi II liep voorspoediger dan bij Zrínyi I. In januari 1943 waren de proeven met het prototype van de Zrínyi II afgerond en in rond maart werd er met de productie begonnen. Latere modellen uit de productie werden voorzien van 'Schürzen' die de dunner bepanserde zijkanten extra bescherming boden.

## Op het slagveld

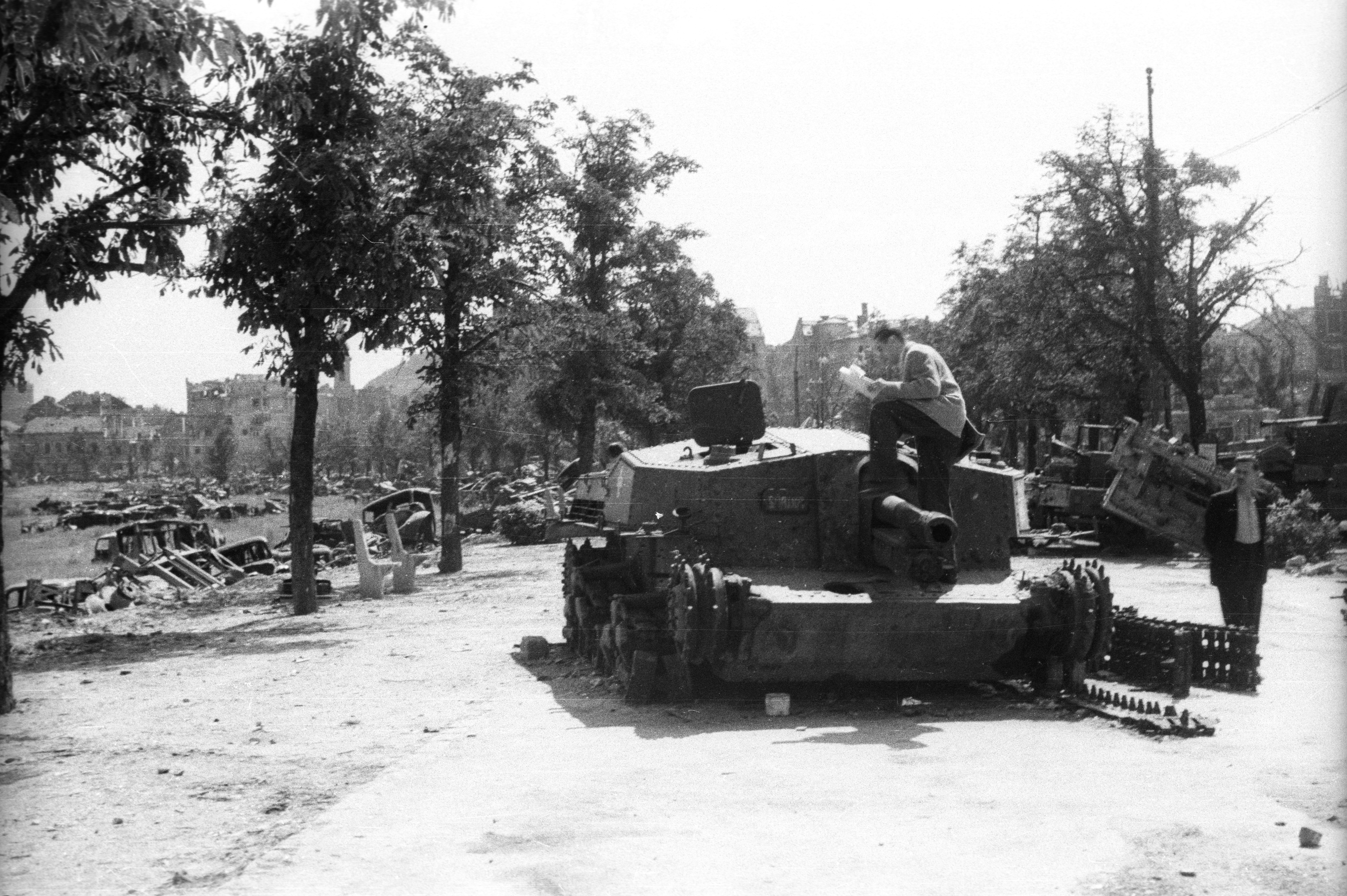
Uitgeschakelde Zrínyi II in het Vérmező park, Boedapest.

De Zrínyi II's zagen vooral actie in Galicië tijdens de zomer van 1944 tegen de overweldigende Sovjet offensieven die hier plaats vonden. Nadat het Hongaarse leger zich in september en oktober terug trok vanuit Transsylvanië werden enkele exemplaren buit gemaakt door het Roemeense leger, die in 1944 van zijde waren gewisseld en zich bij de Sovjets hadden aangesloten. Uit foto's blijkt dat een (of meerdere) Zrínyi II's werden ingezet bij de Slag om Boedapest.
Het enige overgebleven exemplaar van de Zrínyi II staat in het Kubinka Tankmuseum in Rusland. Waarschijnlijk is dit exemplaar oorspronkelijk door het Roemeense leger buit gemaakt, waarna het op verzoek van de Sovjet-Unie is gevorderd.